# Khúc dạo đầu kèn Cla-ri-nét (Penderecki)
Khúc dạo đầu kèn Cla-ri-nét cung Si giáng trưởng (tiếng Anh: Prelude for Clarinet in B-flat major) là một tác phẩm của nhà soạn nhạc người Ba Lan Krzysztof Penderecki sáng tác vào năm 1987. Đây là một trong những tác phẩm trong chuỗi tác phẩm dành cho các nhạc cụ độc tấu mà Penderecki sáng tác trong những năm 1980, như Cadenza cho Solo Viola (1984) và Per Slava (1986).

## Sáng tác
Tác phẩm là một món quà cho nhà soạn nhạc người Anh Paul Patterson cho sinh nhật fortieth của mình. Tác phẩm không nhận được buổi ra mắt chính thức do thời lượng ngắn, nhưng buổi biểu diễn đầu tiên diễn ra tại Manchester, vào ngày 1 tháng 12 năm 1987. Joanna Patton đã chơi nó lần đầu tiên cho công chúng tuyệt vời. Nó được xuất bản bởi Nhà xuất bản Âm nhạc Ba Lan và Schott Music.

## Phân tích
Bản khúc dạo đầu này chỉ có một phần với thời gian là khoảng 3 phút. Phần đầu có đánh dấu giai điệu chung "lento sostenuto". Khúc dạo đầu không có nhịp, tức là đây là một tác phẩm có vẻ như ngẫu hứng, cho phép người biểu diễn có "không gian" để bày tỏ cảm xúc và nỗi tiềm. Mở đầu kà một nốt Sol giáng, sau đó là các nốt cao hơn, sau đoạn cao trào thì quay trở lại nốt Sol giáng. ban đầu 

## Một sốbản thu âm nổi tiếng
Sau đây là một số bản thu âm nổi tiếng nhất của tác phẩm này: 
| Clarinet            | Công ty thu âm                        | Năm thu âm | Định dạng |
| ------------------- | ------------------------------------- | ---------- | --------- |
| Aleksander Romański | WERGO                                 | 1993       | CD        |
| Martin Fröst        | BIS Records                           | 1994       | CD        |
| Ulf Rodenhäuser     | Musikproduktion Dabringhaus und Grimm | 1997       | CD        |
| Karl Leister        | Camerata                              | 1998       | CD        |
| Michel Lethiec      | Naxos                                 | 2001       | CD        |